# Patrick Gagnier
Pour les articles homonymes, voir Gagnier.
Patrick Gagnier (né le 11 janvier 1958 à Boresse-et-Martron) est un coureur cycliste professionnel français.

## Biographie
Atteint par un virus sanguin dès sa première année en professionnel, il ne confirmera jamais les espoirs que sa carrière amateur laissait espérer. Il est depuis 1983 soigneur-kinésithérapeute, travaille pour l'équipe La Française des jeux et est président de l’Association des assistants du cyclisme sur la situation des soigneurs.

## Palmarès
- Amateur
  - 1973-1980 : 70 victoires
- 1976
  - Circuit de Terrebourg
- 1977
  - Championnat du Poitou juniors
  - Coupe des espoirs contre-la-montre juniors
- 1978
  - Une étape du Tour de la Vienne
  - 2e du Tour de la Vienne
- 1979
  - Une étape du Tour de la Vienne
  - Deux Jours cyclistes de Machecoul
  - Championnat du Poitou du contre-la-montre
  - Coupe des Espoirs contre-la-montre
  - 2e du Tour de la Vienne
  - 3e du Grand Prix des Nations amateurs
- 1980
  - Tour du Béarn
  - Trophée des Cinq Comités
  - Grand Prix de l'Équipe et du CV 19e
- 1983
  - Critérium de Terrebourg